# Посольство Німеччини в Перу
Посольство Федеративної Республіки Німеччина в Лімі (нім.: Deutsche Botschaft Lima) є офіційною дипломатичною установою Німеччини в Республіці Перу.  З листопада 2013 року будівля посольства знаходиться в Альто Карал, Сан-Ісідро, Ліма.

## Історія

### XIX століття
Після започаткування консульських зносин між Перу та тодішнім Німецьким союзом у 1828 році було відкрито гамбурзьке консульство в Перу, після чого інші німецькі держави такі як:  Любек, Ганновер та Бремен, відкрили свої консульства. Прусскаки очолили Митний Союз Німеччини, що  був утворений ще в 1834 році. З даним економічним утворенням Перу підтримувало  комерційні відносини, до того ж перу був підписантом першого дипломатичного договору між обома сторонами в прусському консульстві в 1860 році. Згодом він  був скасований.
Під час територіальної еволюції Німеччини Перу підтримувало відносини з її попередниками, такими як Північнонімецький союз, якому Перу висловило свою нейтралітетність під час франко-прусської війни та чий перший посланець представив свої повноваження 5 липня 1870 року, до створення Німецької імперії в 1871 році. На той час перуанський посол в Росії був акредитований у Німеччині від своєї легації в Санкт-Петербурзі, потім змінивши на ту, яка також була акредитована в Австро-Угорщині.
Під час війни на Тихоокеанському узбережжі представники німецьких консульств в Лімі протестували проти зловживань, що здійснювалися чилійською армією під час  сухопутньої кампанії на півдні для окупації Ліми задля недопущення окупації Ліми  німецькою колонією в Перу. Щоб запобігти таким подіям, іноземні консульства роздали свої прапори та національні символи, які мали б використовувати іноземні резиденти у своїх будинках, що свою чергу не було толеровано чилійцями.Тому  багато іноземців втекли до Ліми, де вони орендували будинки, які служили місцем перебування представників певних колоній під захистом їх відповідних легацій. Німецька легація продовжувала свою діяльність  під час конфлікту, утримуючись від визнання уряду Магдалени і визнаючи лише уряд Мігеля Іглесіаса 14 квітня 1884 року.

### XX століття
Відносини між Перу та Німеччиною залишалися стабільними до початку Першої світової війни. Проте відносини згодом значно погіршилися, що призвело  до розриву відносин Перу як і з Німеччиною, так і з Австро-Угорщиною у 1917 році. В результаті легації країн були закриті, а іспанське посольство  взяло на себе захист німецьких інтересів в Перу. Відносини були відновлені з Веймарською республікою 28 травня 1920 року.
Після  оголошення Німеччиною війни Сполученим Штатам, Перу знову розірвало свої відносини з Німеччиною 24 січня 1942 року, повідомивши про це у листі тодішньому німецькому послу Віллі Нобелю. У той же день Нобель подав прохання про безпечний виїзд з країни, водночас повідомивши перуанському уряду, що іспанське посольство знову буде відповідати за захист німецьких інтересів в Перу.
Після Другої світової війни відносини були відновлені 31 січня 1951 року з Федеративною Республікою Німеччина, яка відкрила консульство в Лімі 4 вересня 1952 року. Згодом воно було підвищене до рівня посольства у 1953 році.
Після перуанського державного перевороту 1968 року та встановлення Революційного уряду Хуана Веласко Альварадо також були встановлені відносини з Німецькою Демократичною Республікою 28 грудня 1972 року. Дипломатична місія, розташована на проспекті Салаверрі, була відкрита в Лімі і  акредитована в Болівії. Вона припинила свою діяльність після об'єднання Німеччини у 1990 році.
Під час внутрішнього конфлікту в Перу, як і інші посольства, посольство Німеччини було мішенню протестантів щонайменше двічі: 16 вересня 1984 року була зроблена спроба нападу на Гвардійця Цивільної Оборони,під час виконання ним своїх безпосередніх обов'язків. Також посольство постраждало від серії вибухів , що відбувалися 21 лютого 1986 року, і які окрім німецької дипустанови також  були спрямовані на посольства Китаю, Іспанії, Румунії, Японії, Чилі та Аргентини. Резиденцію німецького посла також було атаковано під час невдалої спроби підпалу 2 вересня 1983 року.
Резиденцію посла повністю відновили у 2003 та 2004 роках. Вартість ремонту становила 450 000 євро. Посольство переїхало до нової будівлі за адресою Альто Карал у листопаді 2013 року.

## Місії та організації
Метою посольства є підтримка німецько-перуанських відносини, представлення німецьких інтересів перед  урядом Перу та інформування німецького федеральний уряд про події в Перу.
До структури посольства воходять такі відділи:
- Політичний відділ (зовнішня та внутрішня політика)
- Економічний відділ (економічна політика, сприяння зовнішній економічній діяльності)
- Департамент культури (освіта, мистецтво і наука)
- Штаб військового аташе (керівник: командир фрегата)
- Департамент співробітництва в галузі розвитку (Зосереджений на державній модернізації, сталому розвитку міст, захисті та нажежному  використанні природних ресурсів і кліматичних проблемах. З самого початку , в результаті діяльності даного відділу, урядом Німеччини було ухвалено  фінансування  Перу орієнтовно на суму двох мільярдів доларів.)

Юридичний та консульський відділи посольства пропонують громадянам Німеччини консульські послуги та допомогу в надзвичайних ситуаціях. Консульський округ посольства охоплює всю територію Перу. Візовий відділ видає дозволи на в'їзд громадянам третіх країн, які проживають в Перу і повинні дотримуватися візовому режиму. Громадянам Перу не потрібна віза для перебування в Шенгенській зоні (до 90 днів на одне півріччя).
Почесні консули Федеративної Республіки Німеччина призначаються і проживають у Арекіпі, Ікітосі, Куско, Піурі та Трухільйо.

## Дивіться також
- Список послів Німеччини в Перу
- Посольство США у Лімі
- Посольство Росії і Лімі